# Croton nitrariifolius
Espèce
Croton nitrariifolius est une espèce de plantes à fleurs du genre Croton et de la famille des Euphorbiaceae présente du sud du Brésil à l'Uruguay.
Il a pour synonymes :
- Codonocalyx divaricatus, Klotzsch ex Baill.
- Codonocalyx polymorphus, Klotzsch ex Baill.
- Codonocalyx velleriflorus, Klotzsch ex Baill.
- Croton codonocalyx, Baill., 1863
- Croton nitrariifolius var. arechavaletae, Herter
- Croton nitrariifolius var. divaricatus, Müll.Arg., 1873
- Croton nitrariifolius var. genuinus, Müll.Arg., 1866
- Croton nitrariifolius var. polymorphus, (Müll.Arg.) Müll.Arg., 1873
- Croton nitrariifolius var. tenerrimus, Herter
- Croton nitrariifolius var. velleriflorus, (Baill.) Müll.Arg., 1866
- Croton polymorphus, Müll.Arg., 1865
- Croton polymorphus var. glabrescens, Müll.Arg., 1865
- Croton polymorphus var. velleriflorus, (Klotzsch) Müll.Arg., 1865
- Croton velleriflorus, Baill., 1864
- Hendecandra divaricata, Klotzsch
- Hendecandra velleriflora, Klotzsch
- Oxydectes nitrariifolia, (Baill.) Kuntze